# Sons and Lovers (1960)
Sons and Lovers is een Britse film uit 1960 geregisseerd door Jack Cardiff. De hoofdrollen worden gespeeld door Trevor Howard, Dean Stockwell, Wendy Hiller en Mary Ure. De film is gebaseerd op het gelijknamige boek van D.H. Lawrence.
De film werd genomineerd voor zeven Oscars, waaronder de Oscar voor beste film. De film wist uiteindelijk één nominatie te verzilveren.

## Rolverdeling
| Acteur            | Personage       |
| ----------------- | --------------- |
| Trevor Howard     | Walter Morel    |
| Dean Stockwell    | Paul Morel      |
| Wendy Hiller      | Gertrude Morel  |
| Mary Ure          | Clara Dawes     |
| Heather Sears     | Miriam Leivers  |
| William Lucas     | William Morel   |
| Conrad Phillips   | Baxter Dawes    |
| Ernest Thesiger   | Henry Hadlock   |
| Donald Pleasence  | Mr. Pappleworth |
| Rosalie Crutchley | Mrs. Leivers    |
| Sean Barrett      | Arthur Morel    |
| Elizabeth Begley  | Mrs. Radford    |
| Edna Morris       | Mrs. Anthony    |
| Ruth Kettlewell   | Mrs. Bonner     |
| Anne Sheppard     | Rose            |
| Dorothy Gordon    | Fanny           |

## Prijzen en nominaties
| Jaar | Prijs          | Categorie                | Genomineerde(n)                 | Uitslag     |
| ---- | -------------- | ------------------------ | ------------------------------- | ----------- |
| 1960 | Academy Awards | Beste film               | Beste film                      | Genomineerd |
| 1960 | Academy Awards | Beste acteur             | Trevor Howard                   | Genomineerd |
| 1960 | Academy Awards | Beste vrouwelijke bijrol | Mary Ure                        | Genomineerd |
| 1960 | Academy Awards | Beste regisseur          | Jack Cardiff                    | Genomineerd |
| 1960 | Academy Awards | Beste bewerkte scenario  | T.E.B. Clarke, Gavin Lambert    | Genomineerd |
| 1960 | Academy Awards | Beste camerawerk         | Freddie Francis                 | Gewonnen    |
| 1960 | Academy Awards | Beste productieontwerp   | Thomas N. Morahan, Lionel Couch | Genomineerd |